# .cn
.cn és el domini de primer nivell territorial (en anglès, country code Top-Level Domain; ccTLD) de la República Popular de la Xina.
Introduït el 28 de novembre de 1990, el domini és administrat pel Centre d'informació de la xarxa d'Internet de la Xina (xinès simplificat, 中国互联网络信息中心), una institució pública afiliada al Ministeri d'Indústria i Informació de la Xina. El domini .cn és el ccTLD més gran del món.
Els codis de país internacionalitzats en escriptura xinesa són .中国 («Xina» en xinès simplificat) i .中國 («Xina» en xinès tradicional).
Les entitats connectades a Hong Kong, Macau i Taiwan sovint utilitzen .hk, .mo i .tw, respectivament, malgrat els seus dominis de segon nivell corresponents sota .cn disponibles per a aquestes regions.

## Dominis de segon nivell
Qualsevol persona pot registrar-se per a noms de domini de segon nivell. Tanmateix, el registre ha creat un conjunt de dominis de segon nivell predefinits per a determinats tipus d'organitzacions i ubicacions geogràfiques.
Els registres per a aquests dominis de tercer nivell estaven disponibles abans que els dominis de segon nivell estiguessin disponibles el 2003, i els registrants de dominis de tercer nivell tenien prioritat per als noms de segon nivell.

### Dominis genèrics de segon nivell
Segons el Sistema de noms de domini d'Internet de la Xina, publicat pel Ministeri d'Indústria i Tecnologia de la Informació, hi ha 9 dominis genèrics de segon nivell, dos dels quals estan internacionalitzats:
- ac.cn : Institucions de recerca científica.
- com.cn : Empreses industrials, comercials, financeres i altres.
- edu.cn : Institucions educatives (inscripció restringida).
- gov.cn : Organitzacions governamentals xineses (registre restringit).
- mil.cn : Organitzacions de defensa nacional xinesa (registre restringit).
- net.cn : Organitzacions que ofereixen serveis d'Internet.
- org.cn : Organitzacions sense ànim de lucre.
- 政务.cn : Serveis del partit i del govern (registre restringit).
- 公益.cn : Organitzacions sense ànim de lucre.

### Dominis de segon nivell de les divisions administratives
Les abreviatures de dues lletres es correlacionen amb la norma ISO 3166-2 Codis per a la representació de noms de països i les seves subdivisions—Part 2: Codi de subdivisió de país (adaptada localment com a norma nacional GB/T 2659.2). Segons el Sistema de noms de domini d'Internet de la Xina publicat pel Ministeri d'Indústria i Tecnologia de la Informació xinès, hi ha 34 dominis de segon nivell de divisió administrativa:
- ah.cn : Província d'Anhui
- bj.cn : Municipi de Beijing
- cq.cn : Municipi de Chongqing
- fj.cn : Província de Fujian
- gd.cn : Província de Guangdong
- gs.cn : Província de Gansu
- gz.cn : Província de Guizhou
- gx.cn : Província de Guangxi
- ha.cn : Província de Henan
- hb.cn : Província de Hubei
- he.cn : Província de Hebei
- hi.cn : Província de Hainan
- hk.cn : Regió Administrativa Especial de Hong Kong
- hl.cn : Província de Heilongjiang
- hn.cn : Província de Hunan
- jl.cn : Província de Jilin
- js.cn : Província de Jiangsu
- jx.cn : Província de Jiangxi
- ln.cn : Província de Liaoning
- mo.cn : Regió Administrativa Especial de Macao
- nm.cn : Regió Autònoma de Nei Mongol
- nx.cn : Regió Autònoma de Ningxia Hui
- qh.cn : Província de Qinghai
- sc.cn : Província de Sichuan
- sd.cn : Província de Shandong
- sh.cn : Municipii de Shanghai
- sn.cn : Província de Shaanxi
- sx.cn : Província de Shanxi
- tj.cn : Municipi de Tianjin
- tw.cn : Província de Província de Taiwan
- xj.cn : Regió autònoma de Xinjiang Uigur
- xz.cn : Regió autònoma de Xizang
- yn.cn : Província de Yunnan
- zj.cn : Província de Zhejiang

### Noms de domini internacionalitzats amb caràcters xinesos
Els noms de domini internacionalitzats amb caràcters xinesos es poden registrar al segon nivell sota el domini de primer nivell .cn.
El 25 de juny de 2010, la ICANN va aprovar l'ús dels dominis de nivell superior de codi de país internacionalitzats .中国 («Xina» en caràcters xinesos simplificats, nom DNS xn--fiqs8s) i .中國 (Xina en caràcters xinesos tradicionals, nom DNS xn--fiqz9s) per CNNIC. Aquests dos TLD es van afegir al DNS el juliol de 2010.
CNNIC va proposar per aquesta època noms de domini xinesos en .公司 (.com en xinès) i .网络 (.net en xinès). No obstant això, aquests encara no han estat reconeguts per la ICANN i només estan disponibles a través dels registradors de dominis nacionals.
Més tard s'han registrat al voltant de 15 noms de domini genèrics amb caràcters xinesos.